# FC Lorient
FC Lorient este un club de fotbal din Lorient, Franța, care evoluează în Ligue 2.

## Lotul din 2021
1 septembrie 2021'
| Nr. |                  | Poziție | Jucător          |
| --- | ---------------- | ------- | ---------------- |
| 1   | Franța           | P       | Matthieu Dreyer  |
| 2   | Brazilia         | F       | Igor Silva       |
| 3   | Germania         | F       | Moritz Jenz      |
| 4   | Franța           | F       | Loris Mouyokolo  |
| 5   | Madagascar       | F       | Thomas Fontaine  |
| 6   | Franța           | M       | Laurent Abergel  |
| 7   | Coasta de Fildeș | A       | Stéphane Diarra  |
| 10  | Franța           | M       | Enzo Le Fée      |
| 11  | Franța           | M       | Quentin Boisgard |
| 13  | Nigeria          | A       | Terem Moffi      |
| 14  | Franța           | F       | Jérôme Hergault  |
| 15  | Franța           | F       | Julien Laporte   |
| 16  | Franța           | P       | Teddy Bartouche  |

| Nr. |            | Poziție | Jucător                  |
| --- | ---------- | ------- | ------------------------ |
| 17  | Franța     | F       | Houboulang Mendes        |
| 18  | Franța     | M       | Fabien Lemoine (căpitan) |
| 20  | Franța     | A       | Samuel Loric             |
| 21  | Madagascar | F       | Jérémy Morel             |
| 23  | Franța     | M       | Thomas Monconduit        |
| 25  | Franța     | F       | Vincent Le Goff          |
| 27  | Austria    | A       | Adrian Grbić             |
| 28  | Franța     | A       | Armand Laurienté         |
| 30  | Franța     | P       | Paul Nardi               |
| 31  | Franța     | A       | Redwan Bourlès           |
| 36  | Franța     | F       | Léo Pétrot               |
| 40  | Franța     | P       | Thomas Callens           |

## Jucători notabili
- Fabrice Abriel
- Fabien Audard
- Michaël Ciani
- Jean-Claude Darcheville
- Christian Gourcuff
- Sylvain Marchal
- Stéphane Pédron
- Marama Vahirua
- Tchiressoua Guel
- Bakari Koné

## Antrenori
| | |
| - Jean Snella (1946–48) - Marcel Lisiero (1948–51) - Robert Hennequin (1951–52) - Georges Girot (1952–59) - Antoine Cuissard (1959) - Lucien Philipot (1960) - Daniel Carpentier (1961–67) - Antoine Cuissard (1967–69) - Yves Boutet (1969) - Émile Rummelhardt (1969–71) - André Mori (1971–72) - Jean Vincent (1972–76) | - Louis Hon (1976–78) - Paul Le Bellec (1978–79) - Bernard Goueffic (1979–81) - Louis Legadec (1981–82) - Christian Gourcuff (1982–86) - Michel Le Calloch (1986-March 88) - Alain Thiboult (March 1988–90) - Patrick Le Pollotec (1990–91) - Christian Gourcuff (1991–01) - Angel Marcos (2001–02) - Yvon Pouliquen (2002–03) - Christian Gourcuff (2003–2014) - Sylvain Ripoll (2014–2016) - Franck Haise (2016–2016) - Bernard Casoni (2016–2017) - Mickaël Landreau (2017–2019) - Christophe Pélissier (2019–2022) - Régis Le Bris (2022–2024) - Olivier Pantaloni (2024–) |